# Pierre Bouvier
Pierre Charles Bouvier (9 mei 1979) is een Canadees musicus. Hij is de zanger van de Canadese poppunkband Simple Plan.

## Biografie
Voor en tijdens zijn muziekcarrière werkte Bouvier als kok in een restaurant genaamd St-Hubert in Montréal. Toen hij 13 was is hij de band Reset begonnen. Dit deed samen met zijn schoolvriend Chuck Comeau. Hij was in deze band de zanger en bassist. Reset bestond niet alleen uit Bouvier en Chuck Comeau, ook Jean-Sébastien Boileau en Adrian White zaten in deze band.
Toen Pierre het concert van Reset bijwoonde liep hij tegen Jeff Stinco aan, een oude schoolvriend. Pierre vertelde Jeff Stinco het idee om een nieuwe band te beginnen genaamd Simple Plan. Ook Sebastien Lefebvre en Chuck Comeau kwamen in de band.
Als Simple Plan live speelt, speelt Bouvier soms gitaar (elektrisch en akoestisch) in sommige nummers. Hij is ook een presentator geweest bij een show op MTV, Damage Control.

## Role Model
Bouvier is mede-eigenaar van het kledingmerk Role Model, samen met Chuck Comeau en Simple Plans webmaster, fotograaf en filmmaker Patrick Langlois. De lijn bestaat uit shirts waar Role Model op staan. Erik Chandler, van de band Bowling for Soup, wordt ook vaak gezien van het dragen van Role Model-shirts.

## Persoonlijk
Toen hij in 2007 naar Brazilië ging, vroeg hij daar zijn vriendin Lachelle Farrar ten huwelijk, en vandaag de dag zijn ze getrouwd.
Bouvier ging naar College Beaubois, een high school in Montréal, samen met de andere bandleden Sébastien Lefebvre, Jeff Stinco en Chuck Comeau. Hij heeft een broer, Jay Bouvier. "Save You" is een lied dat op het album Simple Plan staat. Dit lied is geschreven voor Jay Bouvier omdat hij kanker heeft overwonnen.

## Filmografie / discografie
| Jaar | Titel                                 | Rol             | Notities     |
| ---- | ------------------------------------- | --------------- | ------------ |
| 2003 | What's New, Scooby-Doo?               | Zichzelf (Stem) | 1 aflevering |
| 2003 | The New Tom Green Show                | Zichzelf        | 1 aflevering |
| 2003 | Simple Plan: A Big Package for You    | Zichzelf        | Muziek-dvd   |
| 2004 | New York Minute                       | Zichzelf        | Film         |
| 2004 | Simple Plan: Still Not Getting Any... | Zichzelf        | Album        |
| 2005 | Damage Control                        | Zichzelf        | Presentator  |
| 2005 | Simple Plan: MTV Hard Rock Live       | Zichzelf        | Album        |
| 2008 | Simple Plan: Simple Plan              | Zichzelf        | Album        |
| 2011 | Get Your Heart On!                    | Zichzelf        | Album        |
| 2016 | Taking One for the Team               | Zichzelf        | Album        |